# 岡本透
岡本 透（おかもと とおる、1965年6月13日 - ）は、兵庫県尼崎市出身の元プロ野球選手（投手、左投左打）・コーチ。

## 来歴・人物
小学6年の時に野球の全国大会で準優勝する。報徳学園高校では、4番でエースとして3年春の選抜に出場。1勝を挙げるも、2回戦で香田勲男がエースだった佐世保工業高校に敗れた。
高校卒業後は、社会人野球の川崎製鉄神戸に進み、1986年、1987年と2年連続で都市対抗野球に補強選手で出場するといずれも優秀選手賞を獲得した。
1987年のドラフト2位で横浜大洋ホエールズに入団。サイド気味のスリークォーターから、スライダー、カーブ、シュート、フォークを武器とした。
1990年にチーム最多の52試合に登板。
1991年には二桁となる11勝を記録。野村弘樹、新浦壽夫、田辺学らと共に大洋左腕投手陣を支える。
1993年からは前年までの登板過多がたたり同年6月、左肩棘下筋断裂。以後
故障続きとなる。
1995年6月に松浦宏明との交換トレードで日本ハムファイターズへ移籍。しかし、ここでは登板機会はなく、同年限りで現役引退。
1996年から1999年まで横浜で打撃投手、その後スコアラーを経て、2004年から2006年まで二軍の湘南シーレックス投手コーチ。2007年は横浜ベイスターズ広報を務めた。
2011年から2025年現在は北海道日本ハムファイターズの編成部にてプロスカウトを担当している。息子の航は木更津総合高校(卒業)で甲子園に出場しており日刊・デイリーに一面で記載された。

## 詳細情報

### 年度別投手成績
| 年 度     | 球 団     | 登 板 | 先 発 | 完 投 | 完 封 | 無 四 球 | 勝 利 | 敗 戦 | セ 丨 ブ | ホ 丨 ル ド | 勝 率 | 打 者 | 投 球 回 | 被 安 打 | 被 本 塁 打 | 与 四 球 | 敬 遠 | 与 死 球 | 奪 三 振 | 暴 投 | ボ 丨 ク | 失 点 | 自 責 点 | 防 御 率 | W H I P |
| --------- | --------- | ----- | ----- | ----- | ----- | -------- | ----- | ----- | -------- | ----------- | ----- | ----- | -------- | -------- | ----------- | -------- | ----- | -------- | -------- | ----- | -------- | ----- | -------- | -------- | ------- |
| 1988      | 大洋 横浜 | 31    | 0     | 0     | 0     | 0        | 0     | 3     | 0        | --          | .000  | 206   | 51.0     | 40       | 5           | 18       | 2     | 1        | 35       | 1     | 0        | 25    | 25       | 4.41     | 1.14    |
| 1989      | 大洋 横浜 | 37    | 5     | 0     | 0     | 0        | 3     | 1     | 0        | --          | .750  | 328   | 74.0     | 80       | 8           | 31       | 3     | 2        | 57       | 0     | 0        | 34    | 25       | 3.04     | 1.50    |
| 1990      | 大洋 横浜 | 52    | 5     | 0     | 0     | 0        | 5     | 4     | 2        | --          | .556  | 419   | 97.1     | 103      | 9           | 42       | 1     | 1        | 68       | 3     | 0        | 42    | 40       | 3.70     | 1.49    |
| 1991      | 大洋 横浜 | 30    | 21    | 4     | 0     | 1        | 11    | 7     | 0        | --          | .611  | 642   | 154.0    | 146      | 15          | 50       | 1     | 7        | 73       | 4     | 0        | 71    | 64       | 3.74     | 1.27    |
| 1992      | 大洋 横浜 | 27    | 25    | 4     | 2     | 0        | 8     | 9     | 0        | --          | .471  | 675   | 159.0    | 147      | 18          | 62       | 6     | 3        | 97       | 4     | 0        | 63    | 57       | 3.23     | 1.31    |
| 1993      | 大洋 横浜 | 10    | 6     | 0     | 0     | 0        | 1     | 5     | 0        | --          | .167  | 156   | 34.2     | 38       | 5           | 16       | 1     | 1        | 21       | 0     | 0        | 18    | 18       | 4.67     | 1.56    |
| 1994      | 大洋 横浜 | 7     | 7     | 0     | 0     | 0        | 2     | 4     | 0        | --          | .333  | 137   | 30.1     | 38       | 2           | 8        | 0     | 1        | 32       | 1     | 0        | 20    | 16       | 4.75     | 1.52    |
| 1995      | 大洋 横浜 | 6     | 0     | 0     | 0     | 0        | 0     | 0     | 0        | --          | ----  | 13    | 3.0      | 2        | 0           | 2        | 0     | 0        | 5        | 0     | 0        | 1     | 1        | 3.00     | 1.33    |
| 通算：8年 | 通算：8年 | 200   | 69    | 8     | 2     | 1        | 30    | 33    | 2        | --          | .476  | 2576  | 603.1    | 594      | 62          | 229      | 14    | 16       | 388      | 13    | 0        | 274   | 246      | 3.67     | 1.36    |

- 大洋（横浜大洋ホエールズ）は、1993年に横浜（横浜ベイスターズ）に球団名を変更

### 記録
- 初登板：1988年4月10日、対中日ドラゴンズ3回戦（ナゴヤ球場）、2回裏2死に2番手で救援登板、2回1/3を1失点
- 初奪三振：同上、2回裏に落合博満から
- 初勝利：1989年6月10日、対阪神タイガース7回戦（札幌市円山球場）、3回表に3番手で救援登板、2回2/3を3失点
- 初先発・初先発勝利：1989年7月4日、対広島東洋カープ12回戦（広島市民球場）、7回1/3を1失点
- 初セーブ：1990年4月24日、対ヤクルトスワローズ3回戦（明治神宮野球場）、7回裏2死に2番手で救援登板、2回1/3無失点
- 初完投勝利：1991年5月8日、対中日ドラゴンズ4回戦（横浜スタジアム）、9回2失点
- 初完封勝利：1992年4月19日、対ヤクルトスワローズ3回戦（横浜スタジアム）
- 初登板で対戦した第1打者に被本塁打：上記「初登板」の項を参照(打者・ゲーリー)。セ・リーグ12人目。

### 背番号
- 18 （1988年 - 1995年途中）
- 11 （1995年途中 - 同年終了）
- 94 （1996年 - 1999年）
- 81 （2004年 - 2006年）